# Cleveland Barons (1937-1973)
I Cleveland Barons sono stati una squadra di hockey su ghiaccio dell'American Hockey League con sede nella città di Cleveland, nello stato dell'Ohio. I Barons, le cui origini risalgono fino al 1929, giocò ininterrottamente nella AHL dal 1937 fino al 1973. Nel corso delle stagioni vinsero dieci titoli divisionali e nove trofei della Calder Cup, mantenendo il primato di squadra più vincente della lega fino al 2009, quando gli Hershey Bears vinsero il decimo titolo. Nel 1973 si trasferirono a Jacksonville, in Florida, dove assunsero il nome di Jacksonville Barons; l'esperienza durò solo un anno e nel 1974 la franchigia si sciolse definitivamente.

## Storia
Le origini della squadra risalgono alla stagione sportiva 1929-30 della International Hockey League con i Cleveland Indians. Gli Indians giocarono per cinque stagioni prima di cambiare denominazione diventando dal 1934 Cleveland Falcons. I Falcons disputatono altre tre stagioni prima di cambiare il proprio nome definitivamente in Barons nel 1937.
Per molti anni il proprietario della squadra fu Al Sutphin, proprietario della Braden-Sutphin Ink Company di Cleveland. Sutphin era conosciuto per pagare fra gli anni trenta e quaranta salari anche superiori a quelli della NHL, attirando così diversi giocatori disposti a giocare a Cleveland nella "minor league" piuttosto che nella principale lega professionistica, la NHL. Lo stesso Sutphin fece costruire la Cleveland Arena, all'epoca uno degli impianti più all'avanguardia del Nordamerica. Circolarono voci su un possibile trasferimento della franchigia dei Montreal Maroons, rimasta inattiva dal 1938, tuttavia non fu ufficializzato nulla e i Maroons chiusero ogni attività nel 1947.
Sutphin vendette la squadra e il palazzetto nel 1949. I Barons nei primi anni cinquanta furono sul punto di essere accettati nella National Hockey League, tuttavia alcune irregolarità a livello finanziario non permisero di concludere l'accordo con la lega. Fra le stelle dei Barons vi era l'attaccante Fred Glover, detentore dei record di squadra per reti, assist e punti realizzati. Altro pilastro della squadra era il portiere e futuro Hall of Famer Johnny Bower, il quale prima di giocare per i Toronto Maple Leafs militò per nove stagioni nei Barons. Altri membri della squadra erano Les Cunningham, cinque volte All-Star della lega da cui prese il nome il trofeo di MVP della AHL, Jack Gordon, Norm Beaudin, Bill Needham (giocatore con più presenze nella storia dei Barons), Cal Stearns, Fred Thurier e Les Binkley. Dal 1938 al 1964 i Barons vinsero dieci titoli divisionali, otto titoli di stagione regolare e nove Calder Cup.
Nel 1972 il proprietario dei Barons Nick Mileti acquisì un'altra franchigia nella neonata World Hockey Association (WHA), lega professionistica creata come diretta concorrente della NHL. La nuova franchigia assunse il nome di Cleveland Crusaders, togliendi così spazio e mercato ai Barons. Per questo motivo a metà stagione nel gennaio del 1973 i Barons lasciarono Cleveland per trasferirsi a Jacksonville, in Florida. I Jacksonville Barons, ospitati presso il Jacksonville Coliseum, continuarono a giocare per una stagione e mezza fino al termine del campionato 1973-74. Date le perdite vicine alla cifra di un milione di dollari Mileti sciolse la squadra e la vendette a una cordata di imprenditori di Syracuse.
I Crusaders continuarono a giocare nella WHA fino al 1976, anno in cui i California Seals della NHL si trasferirono proprio a Cleveland riprendendo il marchio dei Barons; l'esperienza in NHL durò tuttavia solo fino due anni. Nel 1992 nacquero i Cleveland Lumberjacks, formazione della IHL, seguiti nel 2001 dalla terza incarnazione dei Cleveland Barons in AHL. Dopo un anno di assenza nel 2007 la AHL ritornò a Cleveland con i Lake Erie Monsters.

### Affiliazioni
Nel corso della loro storia i Cleveland Barons e i Jacksonville Barons sono stati affiliati alle seguenti franchigie della National Hockey League e della World Hockey Association:
- Montreal Canadiens: (1960-1961)
- Montreal Canadiens: (1963-1964)
- Montreal Canadiens: (1967-1969)
- California Golden Seals: (1968-1969)

- Detroit Red Wings: (1969-1970)
- Minnesota North Stars: (1970-1973)
- Cleveland Crusaders: (WHA 1973-1974)
- NE Whalers: (WHA 1973-1974)

## Record della franchigia

### Singola stagione
Gol: 52  Johnny Holota (1946-47)
Assist: 71  Jack Gordon (1953-54)
Punti: 107  Fred Glover (1959-60)
Minuti di penalità: 208  Fred Glover (1964-65)

### Carriera
Gol: 410  Fred Glover
Assist: 695  Fred Glover
Punti: 1105  Fred Glover
Minuti di penalità: 2164  Fred Glover
Vittorie: 284  Johnny Bower
Shutout: 38  Johnny Bower
Partite giocate: 981  Bill Needham

## Palmarès

### Premi di squadra
- Calder Cup: 9

1938-1939, 1940-1941, 1944-1945, 1947-1948, 1950-1951, 1952-1953, 1953-1954, 1956-1957, 1963-1964
- F. G. "Teddy" Oke Trophy: 9

1937-1938, 1940-1941, 1943-1944, 1944-1945, 1946-1947, 1947-1948, 1949-1950, 1950-1951, 1952-1953
- John D. Chick Trophy: 1

1961-1962

### Premi individuali
- Dudley "Red" Garrett Memorial Award: 6

Bob Solinger: 1947-1948
Wally Hergesheimer: 1950-1951
Boris Elik: 1956-1957
Les Binkley: 1961-1962
Gerry Desjardins: 1967-1968
Terry Caffery: 1971-1972
- Eddie Shore Award: 3

Ted Harris: 1963-1964
Bill Needham: 1967-1968
Marshall Johnston: 1970-1971
- Harry "Hap" Holmes Memorial Award: 4

Johnny Bower: 1951-1952, 1957-1958
Les Binkley: 1965-1966
Gary Kurt: 1970-1971
- John B. Sollenberger Trophy: 5

Les Douglas: 1949-1950
Eddie Olson: 1952-1953, 1954-1955
Fred Glover: 1956-1957, 1959-1960
- Les Cunningham Award: 6

Les Douglas: 1949-1950
Eddie Olson: 1952-1953
Johnny Bower: 1957-1958
Fred Glover: 1959-1960, 1961-1962, 1963-1964